# Spindelmossa
Spindelmossa (Cololejeunea calcarea) är en bladmossart som först beskrevs av Marie Anne Libert, och fick sitt nu gällande namn av Victor Félix Schiffner. Spindelmossa ingår i släktet Cololejeunea och familjen Lejeuneaceae. Enligt den finländska rödlistan är arten akut hotad i Finland. Enligt den svenska rödlistan är arten nära hotad i Sverige. Arten förekommer på Gotland, Götaland, Svealand, Nedre Norrland och Övre Norrland. Artens livsmiljö är kalkstensklippor och kalkbrott. Inga underarter finns listade i Catalogue of Life.

## Bildgalleri

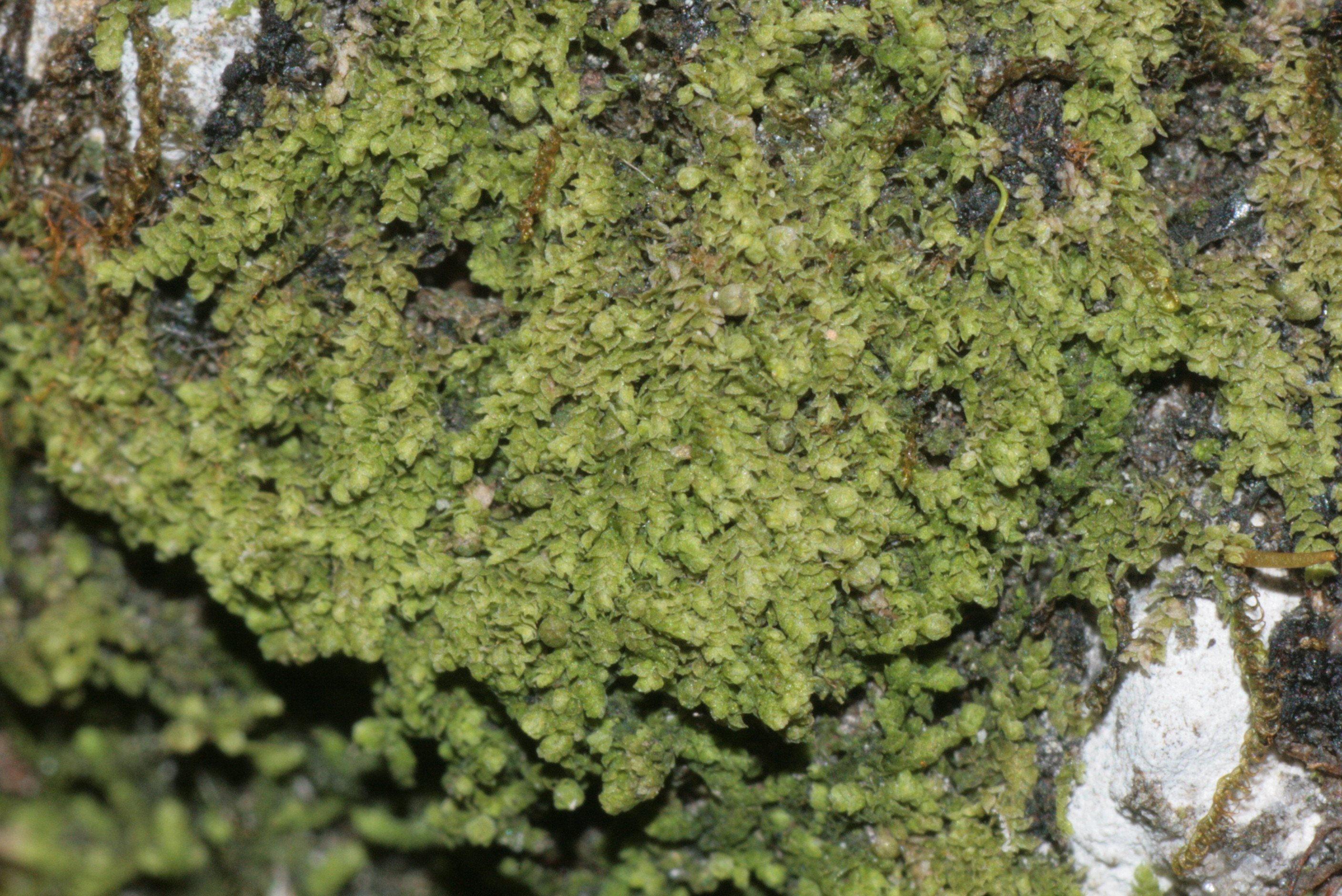
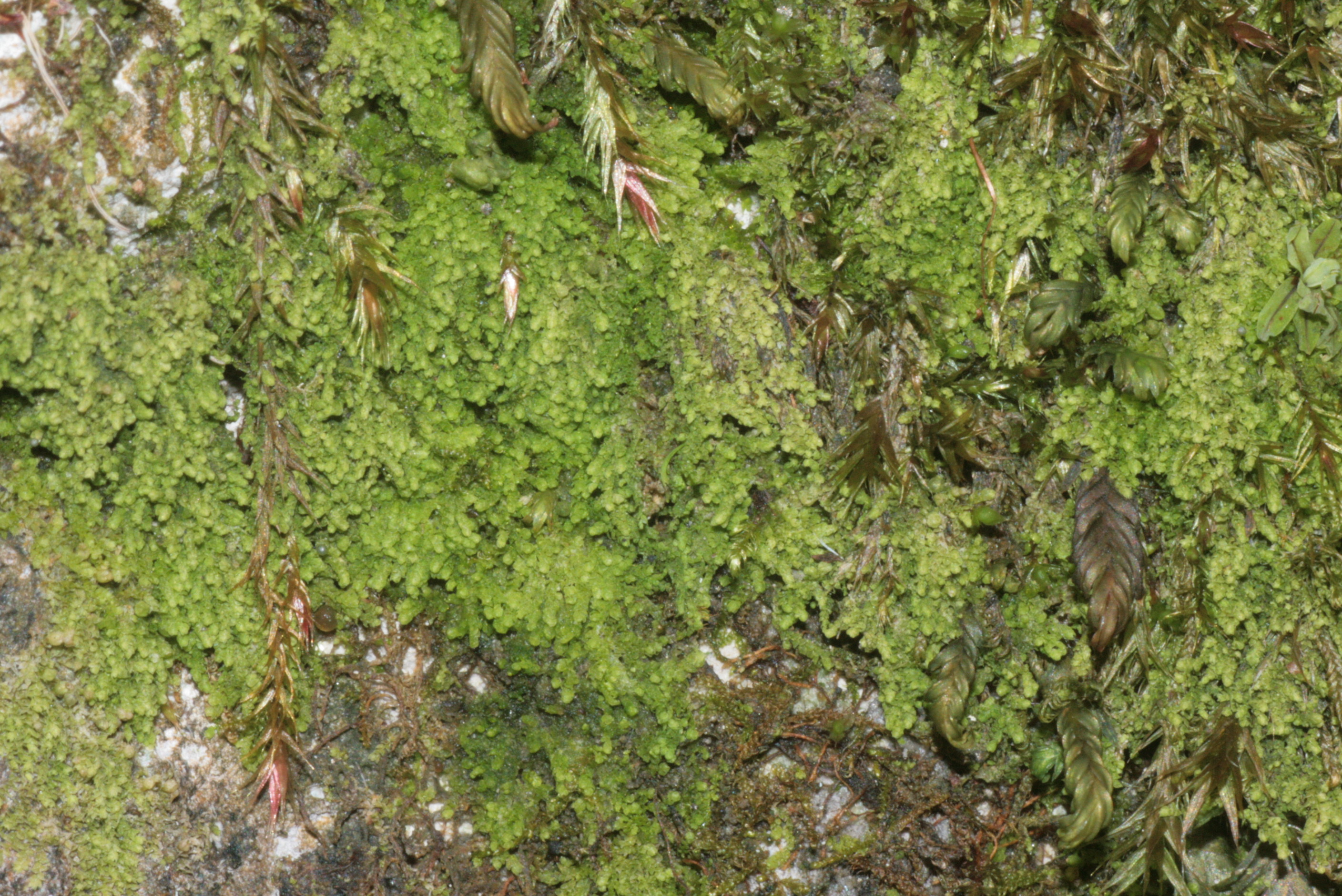
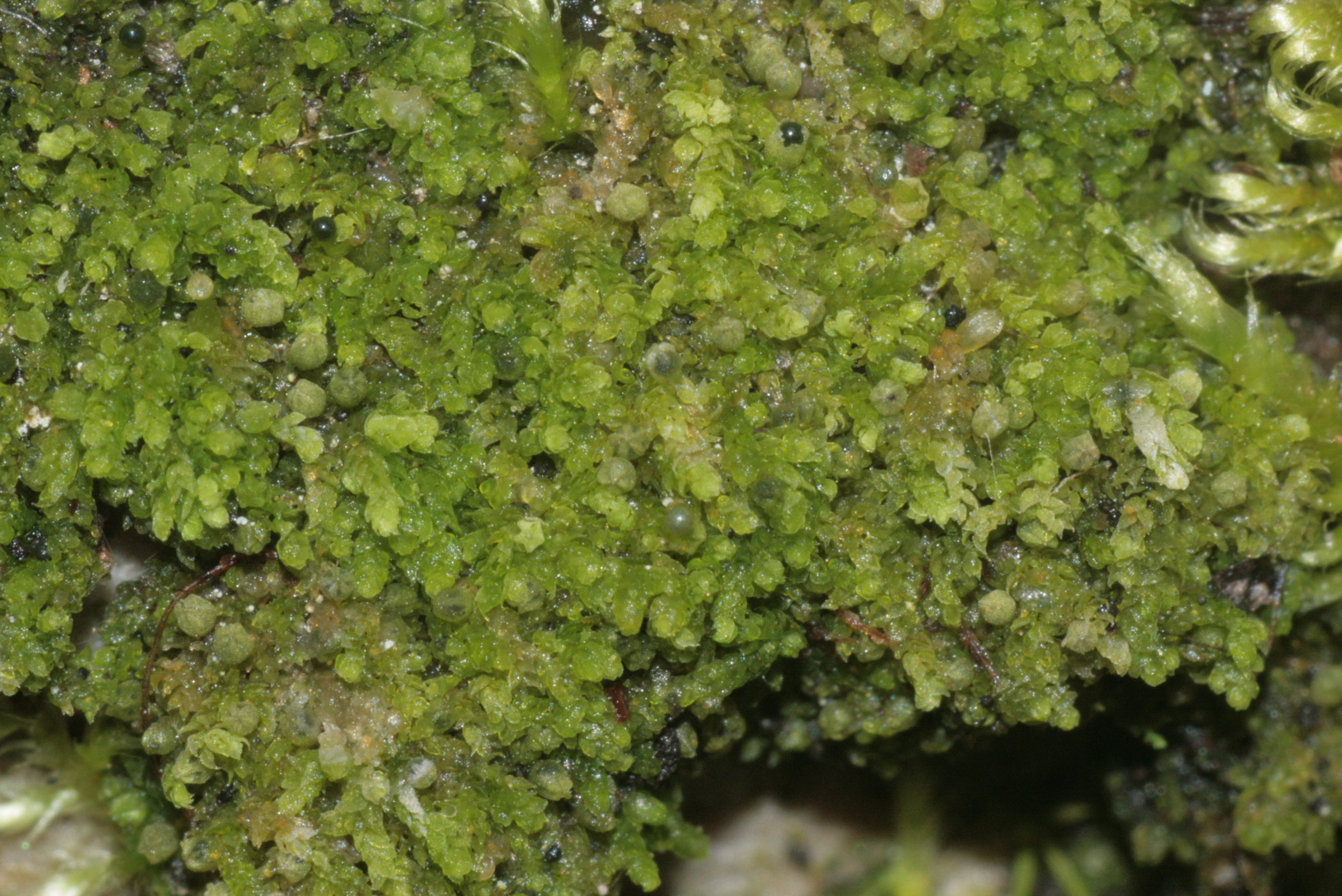
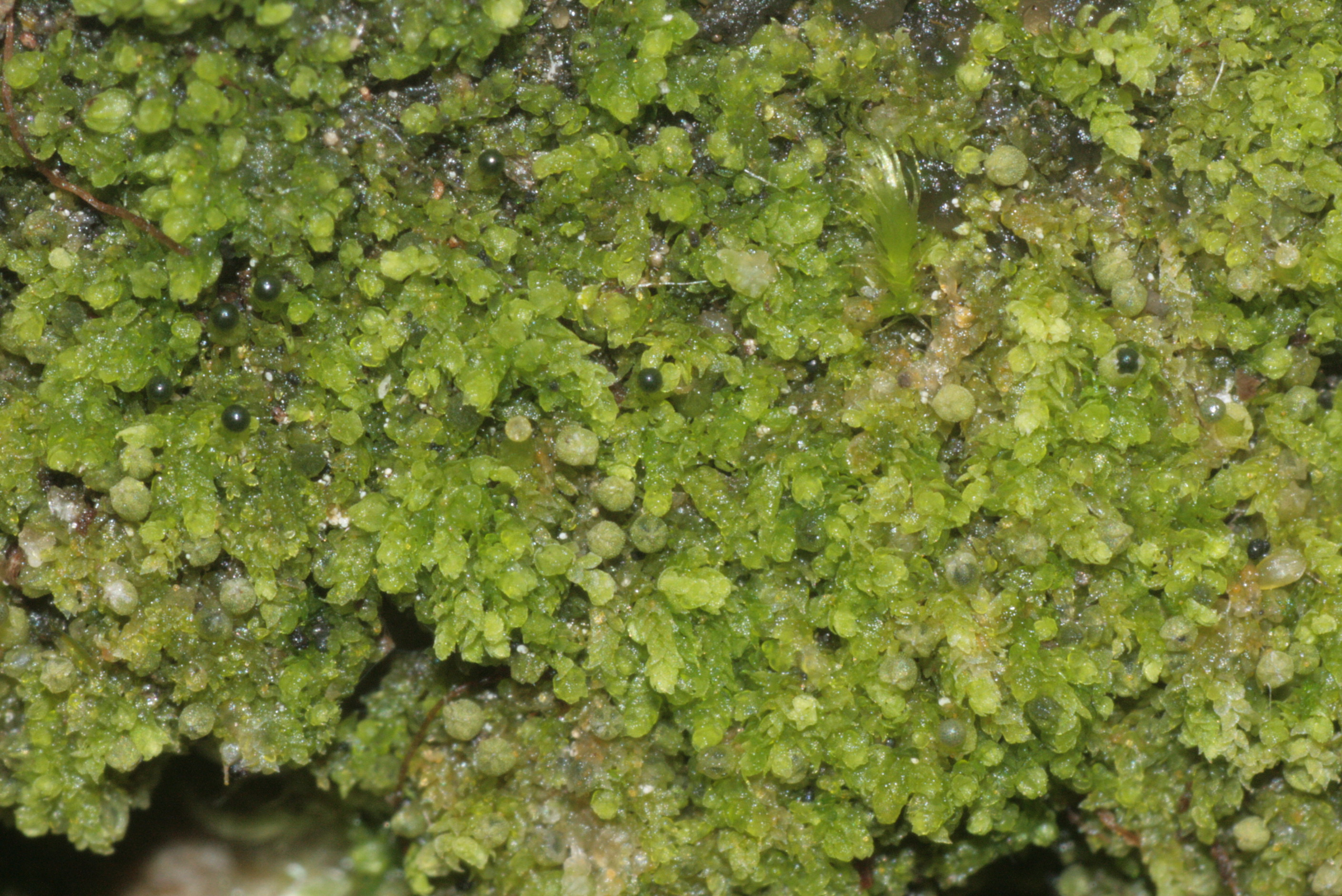